# Denizli
Denizli es una ciudad industrial situada en el extremo este del valle aluvial formado por el río Büyük Menderes, donde la llanura alcanza una altura de un centenar de metros, al suroeste de Turquía, en la región del Egeo. 
La ciudad cuenta con una población de 460.747 habitantes (2007) y es la capital de la provincia de Denizli. 
Denizli ha logrado un importante desarrollo económico en las últimas décadas gracias a la producción textil y a las exportaciones. Al centrar su producción en las exportaciones, a menudo se hace referencia a Denizli, junto con otras ciudades turcas, como uno de los mejores ejemplos de los "Tigres de Anatolia" por su rápido desarrollo.
Denizli cuenta además con un atractivo turístico: las aguas termales de Pamukkale y la antigua ciudad de Hierápolis, así como las ruinas de la ciudad de Laodicea, antigua metrópoli de Frigia. Cerca de Honaz, a 15 km al oeste de Denizli, se encuentra lo que en el siglo I a. C. era la ciudad de Colosas.
En general, los veranos son calurosos, mientras que en invierno suele hacer frío y nieva en las montañas que rodean a la ciudad. En primavera y en otoño, lo normal es que llueva a menudo.

## Etimología
En turco, Denizli significa "localidad con mar o con lago", a pesar de que no tenga costa. El nombre ha cambiado con el paso del tiempo y se ha debido referir a la abundancia de agua subterránea o a su ubicación cercana a la Región de los Lagos.

## Historia
La zona ha estado ocupada desde la prehistoria. Hubo ciudades griegas y romanas importantes  cerca de Denizli (como Hierápolis y Laodicea) que continuaron existiendo durante el Imperio bizantino.
La ciudad se fundó cuando los turcos se asentaron en la región.  
En el siglo XVII, el viajero turco Evliya Çelebi visitó Denizli y la describió en uno de sus escritos: 

La ciudad se llama (Denizli) (que significa orilla en turco), ya que existen varios ríos y lagos alrededor. De hecho, se encuentra a cuatro días del mar. La fortaleza tiene forma cuadrada y está construida sobre terreno llano. No tiene foso. Su periferia mide 470 pasos. Cuenta con cuatro puertas. Estas son: la puerta de los pintores al norte, la puerta de los fabricantes de sillas al este, la puerta de la mezquita nueva al sur y la puerta de los viñedos al oeste. Hay unos 50 guardianes armados en la fortaleza que suelen acudir a la tienda. La ciudad se encuentra fuera de la fortaleza, con 44 distritos y 3600 casas. Existen 57 mezquitas pequeñas y grandes, 7 madrasas, 7 escuelas infantiles, 6 baños y 17 centros de derviches. Debido a que todos viven en los viñedos, las clases más altas y la gente normal se mezclan con normalidad.
Evliya Çelebi

La ciudad vivió en paz durante siglos, sin verse involucrada en guerras de forma directa. Tras la I Guerra Mundial, durante la Guerra de Independencia Turca, las tropas griegas consiguieron llegar a Sarayköy, una pequeña ciudad a 20 km al noroeste de Denizli, aunque no intentaron entrar en Denizli, ya que se había preparado la resistencia.

## Clima
Aunque Denizli se encuentra en la Región del Egeo, el clima no es el propio de la región en toda la provincia. Es posible que se dé un clima interior en el centro de la provincia, ya que la zona se encuentra a entre la costa y el interior de Anatolia. El interior es más frío que la costa, debido a estas diferencias climáticas. Debido a la posición perpendicular de las montañas respecto a la costa, el viento suele ser frecuente. En invierno suele llover e incluso nevar, aunque en general las temperaturas son suaves.
| Parámetros climáticos promedio de Denizli | Parámetros climáticos promedio de Denizli | Parámetros climáticos promedio de Denizli | Parámetros climáticos promedio de Denizli | Parámetros climáticos promedio de Denizli | Parámetros climáticos promedio de Denizli | Parámetros climáticos promedio de Denizli | Parámetros climáticos promedio de Denizli | Parámetros climáticos promedio de Denizli | Parámetros climáticos promedio de Denizli | Parámetros climáticos promedio de Denizli | Parámetros climáticos promedio de Denizli | Parámetros climáticos promedio de Denizli | Parámetros climáticos promedio de Denizli |
| Mes                                       | Ene.                                      | Feb.                                      | Mar.                                      | Abr.                                      | May.                                      | Jun.                                      | Jul.                                      | Ago.                                      | Sep.                                      | Oct.                                      | Nov.                                      | Dic.                                      | Anual                                     |
| ----------------------------------------- | ----------------------------------------- | ----------------------------------------- | ----------------------------------------- | ----------------------------------------- | ----------------------------------------- | ----------------------------------------- | ----------------------------------------- | ----------------------------------------- | ----------------------------------------- | ----------------------------------------- | ----------------------------------------- | ----------------------------------------- | ----------------------------------------- |
| Temp. máx. media (°C)                     | 10                                        | 10.6                                      | 15                                        | 20                                        | 25                                        | 30                                        | 32.8                                      | 32.8                                      | 28.9                                      | 21.7                                      | 16.7                                      | 10.6                                      | 20.6                                      |
| Temp. mín. media (°C)                     | 0.6                                       | 1.7                                       | 3.9                                       | 7.8                                       | 11.7                                      | 15.6                                      | 18.9                                      | 17.8                                      | 13.9                                      | 10                                        | 5.6                                       | 2.8                                       | 8.9                                       |
| Precipitación total (mm)                  | 91.4                                      | 78.7                                      | 63.5                                      | 50.8                                      | 38.1                                      | 20.3                                      | 15.2                                      | 10.2                                      | 15.2                                      | 38.1                                      | 53.3                                      | 96.5                                      | 571.5                                     |
| Fuente: Weatherbase 1 de mayo de 2008     |                                           |                                           |                                           |                                           |                                           |                                           |                                           |                                           |                                           |                                           |                                           |                                           |                                           |

## Denizli en la actualidad

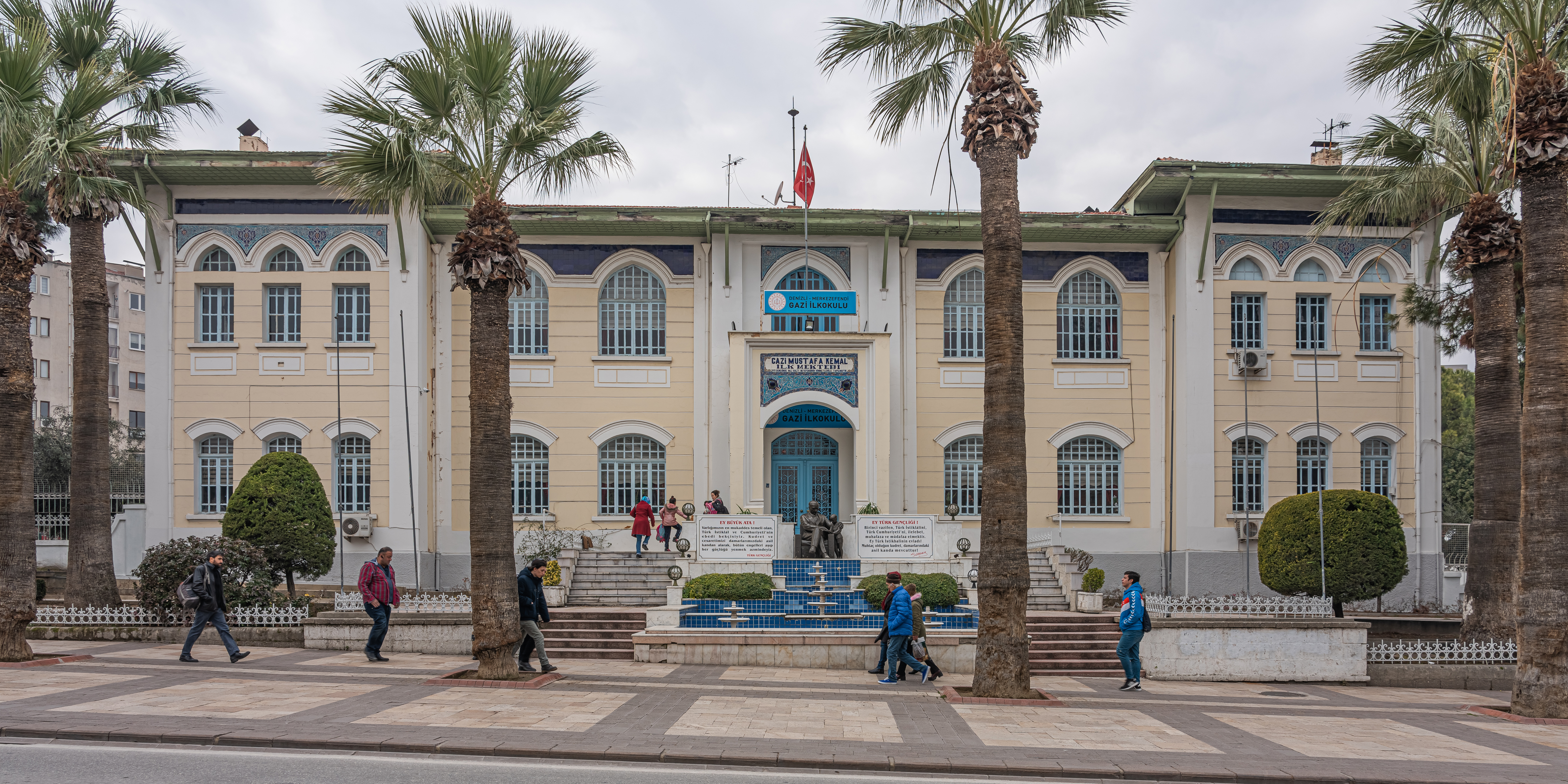
Edificio antiguo de Denizli.

Además de por las atracciones para los visitantes, la ciudad de Denizli es conocida por su industria textil y las tiendas de  ropa rebajada, por las actividades relacionadas, como la industria de tintes, y por los famosos gallos, los cantadores de Denizli. Existe un dicho en la región que dice que Denizli es conocida por kız, toz y horoz (las chicas (se dice que las chicas de la Región del Egeo son las más guapas de Turquía), el polvo y los gallos). Existen estatuas y otras representaciones de las aves en toda la ciudad. Se trata de una ciudad elegante, con árboles en las principales avenidas y vistas de las montañas desde gran parte de la ciudad. En invierno, la polución es un problema debido a la calefacción de carbón.

### Economía
La industria textil de Denizli creció rápidamente en los años ochenta y noventa, abriéndose hueco en el mercado nacional y en el de las exportaciones. Entre los principales productos, destacan las toallas y los albornoces. Gracias a este crecimiento tan notable, aparecieron hombres de negocios que lograron dar a conocer sus empresas a nivel nacional. Cuando Denizli prosperó en los años noventa, se construyeron numerosas mansiones en las afueras de la ciudad.

### Educación
Cuenta con algunos institutos de mucha reputación. Además, la Universidad de Pamukkale, ahora en fase de desarrollo académico, se inauguró en los años 1990. Sin embargo, muchos jóvenes se van a Esmirna, Ankara o Estambul para ir a la universidad, quedándose allí posteriormente en muchos de los casos.

### Cultura y ocio

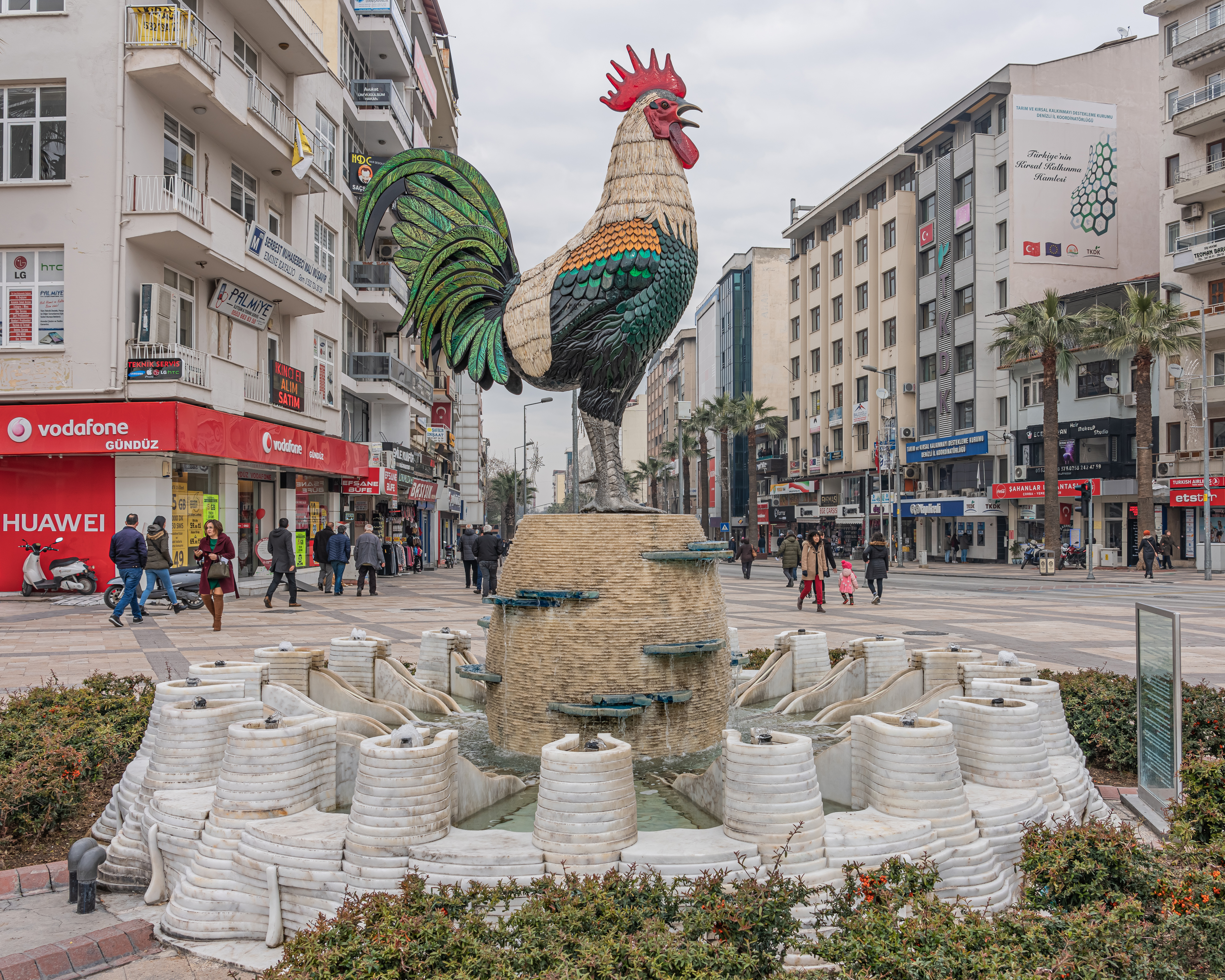
El gallo es el símbolo de la ciudad.

A pesar de ser una ciudad que creció recientemente y que se encuentra en el campo, existen tiendas, bares y cafeterías, incluso locales con música en directo. La presencia de la Universidad de Pamukkale ha mejorado la oferta cultural de la ciudad. La producción de uva y vino durante siglos ha tenido una influencia significativa en los habitantes de la región. Existe una cultura alegre en Denizli que se combina con el trabajo y la creatividad de la gente, y todo ello se refleja en un aparente conservadurismo. Por ejemplo, suele resultar complicado obtener una licencia para vender alcohol.
Por otro lado, la riqueza de Denizli ha aumentado más rápidamente que en otros lugares de Turquía y se ha aplicado en desarrollar una cultura urbana. Se están abriendo numerosos clubes privados y asociaciones, entre los que se encuentran la Sociedad para la Protección del Medio Ambiente y la Historia de Denizli, la Asociación de Amantes de la Poesía, el Grupo de Amantes de la Pizza y el Local de Jazz-Rock. Cada año, se celebra un festival de teatro aficionado en el que participan diferentes grupos turcos y extranjeros. Denizli es la segunda ciudad con mayor número de ajedrecistas ganadores de torneos de Turquía, después de Estambul. Además, debido al inusual número de noticias sobre avistamientos de ovnis en la región, se ha abierto recientemente uno de los pocos museos dedicados a la ufología en Denizli.

## Deporte
- Denizlispor juega en la Superliga y la Copa Turca, su estadio es el Estadio Denizli Atatürk.
- Denizli Basket Spor Kulübü es el equipo de Baloncesto de Denizli.

### Gastronomía
Los vinos de la bodega Pamukkale se producen con diferentes tipos de uva típicos de Turquía, como la Tokat, la Narince y la Çalkarası, y también han comenzado a plantar la Şiraz. También produce un conocido vino de cereza. El Denizli kebab es cordero asado servido en pan pide. Zafer gazozu es una limonada con gas típica de la zona.

### Transporte
El aeropuerto de Denizli se encuentra a 45 minutos en coche de la ciudad. Existe un vuelo directo casi diario desde Estambul con Turkish Airlines.
La ciudad de Ankara se encuentra a unas 7 horas en coche, mientras que Esmirna está a 3 horas (a pesar de que la ampliación de la autopista desde Aydın hasta Denizli aún no se ha realizado).

### Lugares de interés
- Laodicea: a 6 km al norte de Denizli, cerca de Eskihisar. Fue fundada por el rey seléucida Antíoco II Teos en honor a su mujer, Laódice. Se trataba de una ciudad comercial, conocida por las telas de lana y algodón. Tras un fuerte terremoto que destruyó la ciudad, lo que queda de ella son una de las siete iglesias de Asia Menor, el estadio, el anfiteatro y el odeón, el aljibe y el acueducto.

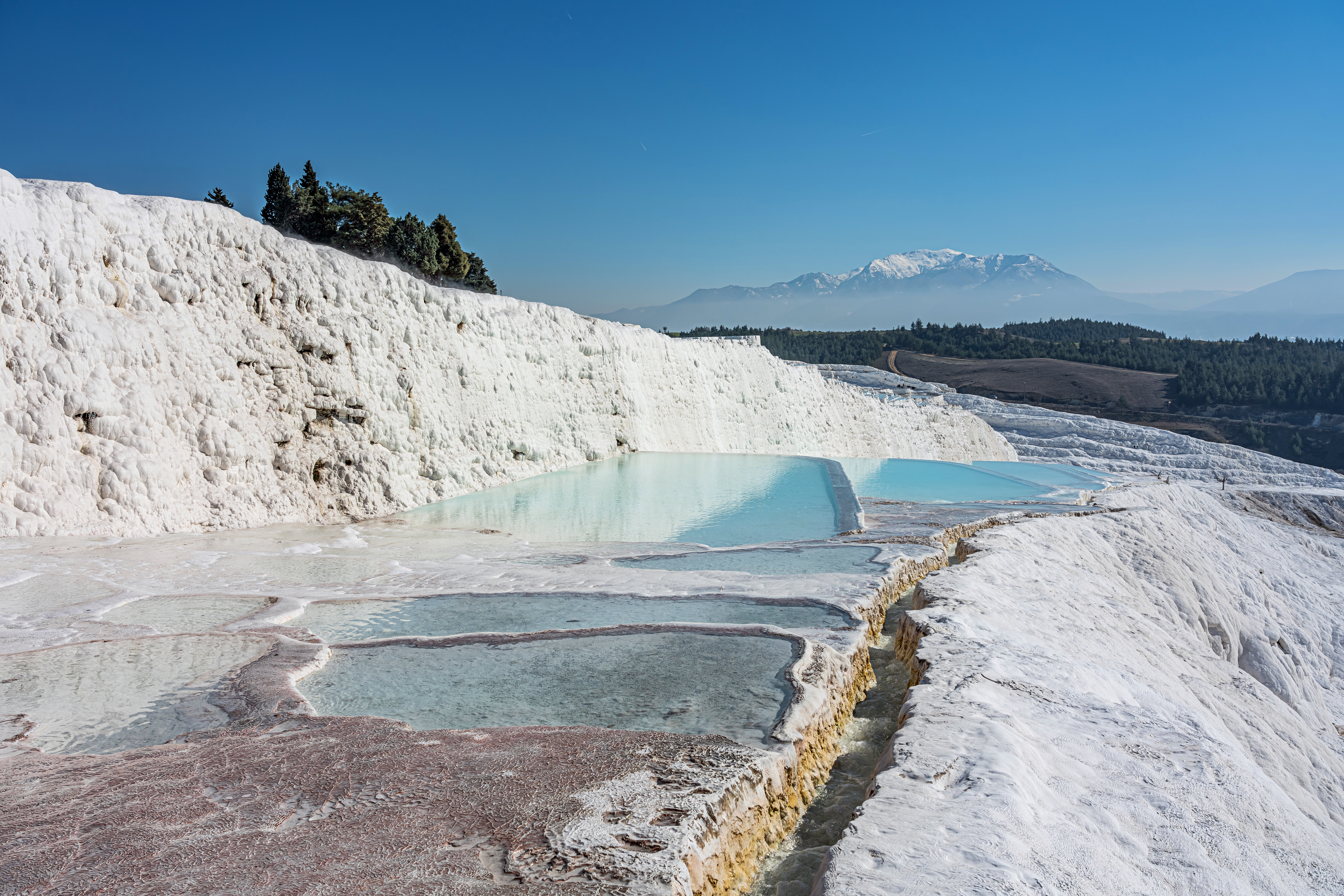
Pamukkale.

- Hierápolis y Pamukkale, lugares declarados Patrimonio de la Humanidad, se encuentran a 20 km al norte de Denizli. La ciudad de Hierápolis fue fundada por el rey Eumenes II de Pérgamo en el año 190 a. C. Su proximidad a Laodicea originó cierta rivalidad comercial y militar. La ciudad fue construida en estilo griego. A pesar de sufrir un violento terremoto en el año 17, alcanzó su esplendor durante las épocas romana y bizantina. Fue reconstruida en los siglos II y III con piedra de las canteras de la zona en estilo romano. La ciudad vivió su máximo apogeo durante el reinado de los emperadores romanos Septimio Severo y Caracalla, convirtiéndose además en sede episcopal durante la expansión del Cristianismo. Sin embargo, debido a diferentes terremotos, el más violento en el año 1354, gran parte de la ciudad fue destruida y sus habitantes decidieron emigrar.
- El caravansaray selyúcida de Akhan, a 6 km de Denizli, del que aún se conserva una parte importante, fue construido por Karasungur bin Abdullah entre los años 1253 y 1254, siendo comandante de Ladik. Se ha restaurado recientemente junto con los  konaks otomanos cercanos.
- La montaña Honaz es un lugar popular entre los habitantes de Denizli.
- El pueblo de Goncalı. Es conocido por el çöp şiş, un kebab asado en carbón, normalmente acompañado de yogur o süzme y un vaso de rakı.

## Ciudades hermanadas
- Almelo, Países Bajos
- Lorient, Francia
- Tokat, Turquía
- Bursa, Turquía